# Кабанов, Николай Аркадьевич
Николай Аркадьевич Кабанов (род. 22 января 1980) — российский шахматист, гроссмейстер (2009).
В составе 3-й сборной России участник 39-й Олимпиады (2010) в Ханты-Мансийске.
В составе команды «Югра» участник 4-х клубных Кубков европейских клубов (2010—2013). В 2010 году команда стала серебряным призёром.
Участник Кубка мира по шахматам 2011 года и 2-х личных чемпионатов Европы (2011—2012).

## Изменения рейтинга
| Графики недоступны из-за технических проблем. См. информацию на Фабрикаторе и на mediawiki.org. |